# Jagiroad
Jagiroad è una suddivisione dell'India, classificata come census town, di 17.254 abitanti, situata nel distretto di Marigaon, nello stato federato dell'Assam. In base al numero di abitanti la città rientra nella classe IV (da 10.000 a 19.999 persone).

## Geografia fisica
La città è situata a 26° 12' 28 N e 92° 24' 22 E.

## Società

### Evoluzione demografica
Al censimento del 2001 la popolazione di Jagiroad assommava a 17.254 persone, delle quali 9.371 maschi e 7.883 femmine. I bambini di età inferiore o uguale ai sei anni assommavano a 2.010, dei quali 1.021 maschi e 989 femmine. Infine, coloro che erano in grado di saper almeno leggere e scrivere erano 12.927, dei quali 7.496 maschi e 5.431 femmine.